# Zalešany
Zalešany är en ort i Tjeckien.   Den ligger i regionen Mellersta Böhmen, i den centrala delen av landet, 40 km öster om huvudstaden Prag. Zalešany ligger 241 meter över havet och antalet invånare är 106.
Terrängen runt Zalešany är huvudsakligen platt, men åt sydväst är den kuperad.Runt Zalešany är det ganska tätbefolkat, med 54 invånare per kvadratkilometer. Närmaste större samhälle är Kolín, 13,8 km öster om Zalešany. Trakten runt Zalešany består till största delen av jordbruksmark.